# Landeshotelfachschule „Kaiserhof“

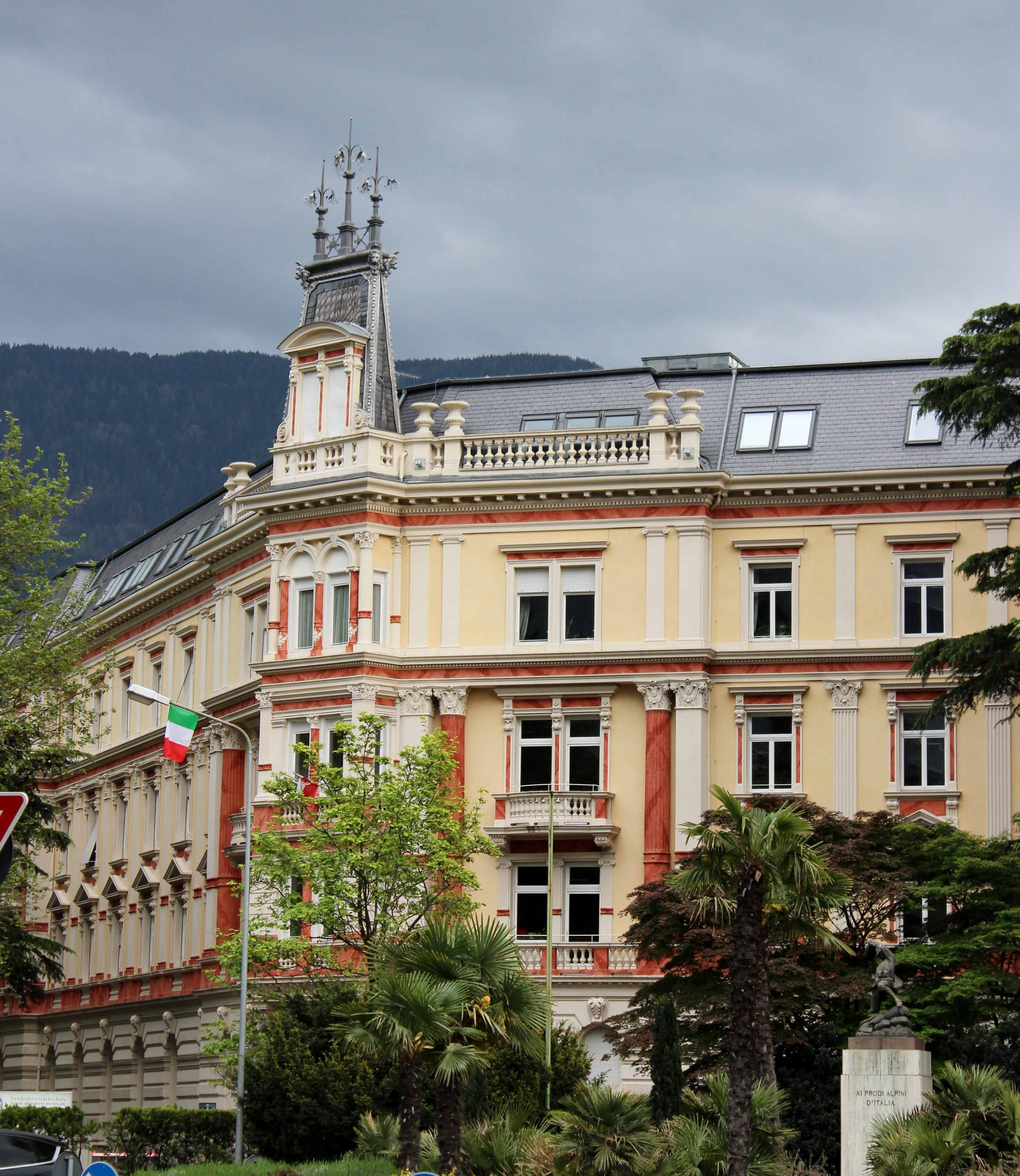
Landeshotelfachschule, ehemals Hotel Kaiserhof

Die Landeshotelfachschule „Kaiserhof“ ist eine Hotelfachschulen in Südtirol und befindet sich in Meran.

## Geschichte
Das Gebäude wurde 1895 durch Pietro Delugan errichtet und diente ursprünglich als Hotel unter demselben Namen. Für die Gestaltung war das Schloss Schönbrunn ein Vorbild. In dieser Zeit war Meran ein touristischer Höhepunkt und beherbergte viele Gäste. Darunter logierte auch die damalige Kaiserin Sissi von Österreich-Ungarn 1897 im Hotel Kaiserhof.
1974 wurde das Hotel an das Land Südtirol verkauft, das es renovierte und ab dem Schuljahr 1975/76 die Landeshotelfachschule darin unterbrachte. Seit 1981 steht das Gebäude unter Denkmalschutz. Seit dem Schuljahr 2007/08 ist der „Kaiserhof“ nicht mehr die einzige Hotelfachschule Südtirols, da in Bruneck eine zweite Einrichtung eröffnet wurde.

## Unterricht
Zum Besuch der Hotelfachschule ist ein Abschluss der ersten beiden Schulklassen (Biennium) in einer der Landesberufsschulen des Gastgewerbes erforderlich, z. B. der Landesberufsschule für das Gastgewerbe „Savoy“ oder der Landesberufsschule „Emma Hellenstainer“.
Da die Hotelfachschule „Kaiserhof“ mit dem staatlich anerkannten Abitur abgeschlossen wird, werden nicht nur praxisbezogene Fächer wie Restaurant- und Küchenführung unterrichtet, sondern auch Sprachen (Deutsch, Italienisch, Englisch und Französisch), Mathematik, Informatik, Betriebs- und Volkswirtschaft, Textverarbeitung, Tourismusgeografie und Kunstgeschichte.
Der praktische Unterricht im Service wird im großen Hotelspeisesaal ausgeübt, wo die Schüler ihre Mitschüler und Lehrer bedienen. Auch gibt es eine Bar, in der die Schüler Getränke und Cocktails professionell zubereiten. Die Prüfung zum Restaurantfachmann findet am Ende der 3. Klasse statt. Für die Küchenpraxis stehen mehrere Küchen zur Verfügung, darunter auch eine Lehrküche, in der in der 4. Klasse die Kochprüfungen abgehalten werden. Außerdem werden neben der üblichen fünfjährigen Hotelfachschule auch spezifische Ausbildungen, z. B. Diätkoch oder Hotel- und Betriebsmanagement angeboten.

## Kleiderordnung
Ein Punkt, der die Landeshotelfachschule „Kaiserhof“ so renommiert gemacht hat, ist die strenge Kleiderordnung. So besteht für die männlichen Schüler Anzugspflicht, und die Frauen dürfen sich mit einem eleganten Kostüm oder einen Hosenanzug kleiden. Das Erscheinungsbild eines Schülers soll dem eines Mitarbeiters im Hotel entsprechen.

## Kaiserhofball
Jährlich findet der mittlerweile traditionelle Kaiserhofball statt. Er wird von den Abschlussklassen des jeweiligen Jahrganges in Zusammenarbeit mit den Lehrpersonen veranstaltet. Austragungsort ist das Kurhaus von Meran.